# Diomedonte
Diomedonte (in greco antico: Διομέδων?, Diomédon; metà del V secolo a.C. – Atene, 406 a.C.) è stato un ammiraglio ateniese.

## Biografia

### Campagna contro gli Ioni ribelli
Si parla per la prima volta di Diomedonte nel 412 a.C., quando portò un contingente di 16 navi in Ionia, visto che Chio e Mileto erano in rivolta e gli abitanti di Chio stavano tentando di sollevare anche Lesbo. Diomedonte, che appena arrivato aveva già catturato quattro navi di Chio, si unì ad un contingente di 10 navi comandato da Leonte, dirigendosi poi con lui verso Lesbo.
Per prima cosa recuperarono Mitilene, sconfiggendo la flottiglia di Chio nel porto, in modo da poter poi recuperare tutta l'isola; dopodiché prese Clazomene e, usando Lesbo come base, riuscì a prendere anche Chio.

### Ascesa e caduta dell'oligarchia
Diomedonte riappare nell'inverno successivo quando, su raccomandazione di Pisandro (che stava complottando coi suoi amici per restaurare Alcibiade), fu posto al comando della flotta di Samo assieme a Leonte, andando a sostituire Frinico e Scironide.
Dopo aver combattuto contro Rodi, che s'era rivoltata, si pensa che Diomedonte e Leonte siano rimasti a Rodi.
Per qualche motivo, però, dopo il colpo di stato oligarchico di Pisandro, i due si misero in contatto con Trasibulo e Trasillo e, agendo in base alle loro indicazioni, riuscirono a sventare le trame degli oligarchi samiani, richiamando poi Alcibiade per ristabilire la democrazia.
Negli anni successivi, anche se non vengono nominati, è molto probabile che Diomedonte e Leonte abbiano continuato a prestare servizio attivo sotto il comando di Alcibiade, comandando il centro dello schieramento nella battaglia di Cinossema e prendendo parte anche a quelle successive.

### Alle Arginuse, processo e morte
Nel 407 a.C., però, Alcibiade fu esiliato per la sconfitta subita a Nozio; al suo posto furono nominati dieci comandanti, tra cui Diomedonte e Leonte.
In seguito, dopo aver saputo che Conone era stato bloccato a Mitilene da Callicratida, Diomedonte tentò di soccorrerlo, perdendo però 10 delle sue 12 navi nell'inutile scontro che ne seguì; in seguito, però, si riscattò vincendo alle Arginuse con altri sette dei nove colleghi. Durante la battaglia Diomedonte era schierato presso l'ala sinistra al comando di un contingente di 15 navi.
Quando, però, gli otto generali furono richiamati ad Atene, Diomedonte fu tra i sei che si presentarono; su suggerimento suo e di Pericle, Eurittolemo, cugino di Alcibiade, tentò una strenua difesa, che per poco non riuscì. Nel resoconto dato da Eurittolemo risulta che Diomedonte suggerì di raccogliere i naufraghi procedendo in un'unica fila, ma che una tempesta impedì ai trierarchi Teramene e Trasibulo di eseguire questo compito; secondo i generali, infatti, questo incidente non sarebbe stato incluso nel resoconto, su suggerimento di Diomedonte e Pericle, per paura di mettere nei guai i due trierarchi. Nonostante ciò, i sei furono processati, condannati a morte e giustiziati.
Diodoro Siculo, che in precedenza non aveva mai menzionato Diomedonte, riferisce che questi aveva grandi doti, militari e non; inoltre, afferma che Diomedonte, prima dell'esecuzione, si appellò alla folla, esortandola a ricordare di rinnovare i voti agli dei che loro sei avevano fatto quando erano stati nominati generali. Al termine di queste parole, mentre questi era condotto via assieme agli altri strateghi per l'esecuzione, la folla fu colta da un'ondata di grande commiserazione e commozione in particolare tra i suoi «cittadini migliori», impressionati dal fermo contegno dello stratego che, in punto di morte, non facendo menzione della propria sorte, aveva invece chiesto alla città che lo aveva ingiustamente condannato di compiere i voti agli dei. Agli occhi dei suoi concittadini ciò «costituì un'azione propria di un uomo pio e di grande nobiltà di spirito, che non meritava tale disgrazia».